# Ctenotus hebetior
Ctenotus hebetior este o specie de șopârle din genul Ctenotus, familia Scincidae, descrisă de Storr 1978.

## Subspecii
Această specie cuprinde următoarele subspecii:
- C. h. schuettleri
- C. h. hebetior